# مگس‌های طاووسی
مگس‌های طاووسی (نام علمی: Tephritidae) نام یک تیره از زیرراسته کوتاه‌شاخکان است.